# Toma de Saiza
La Toma de Saiza fue un ataque perpetrado por la Coordinadora Guerrillera Simón Bolívar, con frentes de las Fuerzas Armadas Revolucionarias de Colombia - Ejército del Pueblo (FARC-EP) y el Ejército Popular de Liberación (EPL), el 23 de agosto de 1988 contra un pelotón del Batallón N 31 Voltigeros (hoy No 46) del Ejército Nacional de Colombia y el cuartel de la Policía Nacional del corregimiento Saiza, en jurisdicción del municipio cordobés de Tierralta (Córdoba). El ataque se saldó con la muerte de 14 uniformados y el secuestro de 22 más, en lo que constituyó una de las victorias más importantes para la guerrilla hasta ese momento, que por primera vez copó una posición fija de las Fuerzas Militares de Colombia.

## Antecedentes
A pesar de las conversaciones de paz que el gobierno de Belisario Betancur adelantaba con las guerrillas, en el noroccidente del país (Urabá- sur de Córdoba - Bajo Cauca antioqueño) en el marco de los acuerdos de La Uribe y Corinto, Hobo y Medellín, la situación de violencia se deterioró con posterioridad a la ruptura de la tregua, primero con el EPL (noviembre de 1985), tras la Toma y retoma del Palacio de Justicia y el asesinato de Oscar William Calvo  y después con las FARC-EP a raíz del asesinato masivo contra excombatientes en tregua y dirigentes de base de la Unión Patriótica ya en el gobierno de Virgilio Barco. Consecuencia del fracaso de la política de paz y del consiguiente recrudecimiento de la lucha armada, en septiembre de 1987 había sido creada la Coordinadora Guerrillera Simón Bolívar que agrupaba a las distintas organizaciones guerrilleras de Colombia (FARC-EP, ELN, EPL, M-19, PRT y Quintín Lame) que combatían al gobierno colombiano. Se trataba de coordinar la acción de todos los grupos insurgentes en su lucha contra el estado, lo que incidió en una serie acciones sindicales, sociales y armadas conjuntas en la región de Urabá y Córdoba donde tenían presencia el Ejército Popular de Liberación (EPL) y las Fuerzas armadas Revolucionarias de Colombia (FARC-EP).
Pero a los continuos enfrentamientos ente la fuerza pública y la subversión se sumó un tercer actor: la incursión de los grupos de autodefensa, que tratando de expulsar de la región a las guerrillas y sus milicias atacaron a la población civil, señalada de ser la base de apoyo de los subversivos. En abril de 1988, 27 campesinos fueron asesinados en la masacre de La Mejor Esquina (Sur de Córdoba) por el grupo paramilitar de los Magníficos.  
Mientras, en julio de 1988 las FARC-EP y el ELN, llevaron a cabo una primera acción conjunta en el Bajo cauca antioqueño que dejó 15 militares muertos. Un mes después las FARC-EP y esta vez el EPL, concentraron ceca de 200 guerrilleros para atacar el corregimiento de Saiza, perteneciente al municipio de Tierralta (sur de Córdoba). Se trataba de una población, según los propios guerrilleros, hostil al movimiento insurgente, que era un fortín del partido liberal y además centro de auxiliadores de las autodefensas de los hermanos Castaño, entonces conocidos con la sigla de Muerte a Revolucionarios de Nordeste antioqueño (MRN).

## Ataque
Era una operación de rutina en el área. El lunes 22 de agosto de 1988, un oficial, dos suboficiales y 28 soldados del Batallón Voltigeros del Ejército Nacional dieron por terminadas las labores del día y decidieron acampar a un kilómetro de la población cordobesa de Saiza, antes de que oscureciera. En una explanada, en la parte más alta del sector, los 31 hombres armaron una enramada para pasar la noche. Se repartieron los turnos de guardia, como lo hacen normalmente, y la gran mayoría de los integrantes de la patrulla se durmió con la tranquilidad de no haber tenido contacto con el enemigo, ni haber observado ningún movimiento extraño durante el día. Desde el mes de mayo, cuando unidades del batallón hicieron contacto con hombres armados en inmediaciones de Nueva Antioquia, no se habían presentado más enfrentamientos, aunque los pobladores de Saiza habían expresado a los militares sus temores ante las reiteradas amenazas lanzadas por los guerrilleros que ante la nula colaboración de la población civil en esa zona, los tildaban de “auxiliadores de paramilitares”.
La noche estaba nublada, pero no llovía. A eso de las 3 y 30 de la madrugada del martes 23, uno de los soldados que prestaba turno de guardia sintió que algo se movía entre los matorrales. Descubrió que se trataba de un hombre armado y al instante, abrió fuego. La respuesta fue inmediata. Un grupo de al menos 150 guerrilleros, que sigilosamente rodeo el cambuche en que dormían los soldados, y los ataca inmisericordemente. Se trataba de dos columnas de los frentes 5 y 18 de las FARC-EP y del frente Jesús María Alzate del EPL, pertenecientes a la Coordinadora Guerrillera Simón Bolívar. Los guerrilleros de las FARC-EP estaban al mando de Efraín Guzmán (frente 5), Salomón González (frente 18) y Jacobo Arango; los del EPL obedecían las órdenes de Bernardo Gutiérrez. Apresuradamente, los miembros de la patrulla respondieron a los disparos, pero el factor sorpresa estaba del lado de sus atacantes. Además, uno de los primeros disparos averió el equipo de radio de los soldados, que quedaron así incomunicados, sin posibilidad de pedir refuerzos a su base en el Batallón Voltigeros, acantonado en inmediaciones de la población de Carepa, a unos 20 minutos en helicóptero.
Mientras tanto en Saiza, 15 minutos a pie del improvisado campamento militar, otro grupo de guerrilleros atacaba el puesto de Policía de la población, en el que se encontraban un suboficial y 17 agentes que también fueron tomados por sorpresa. Protegidos por los gruesos muros de cemento del puesto, los policías intentaron repeler el ataque, que degenero en una masacre. Los guerrilleros comenzaron a dispararle a todo lo que se moviera, incluyendo a la población civil, mientras arrojaban bombas de manera indiscriminada: en uno de los episodios más dramáticos, una mujer murió incinerada junto a sus dos pequeñas hijas, cuando una bomba incendiaria hizo arder su rancho. La edificación en la que funciona el puesto de Policía fue atacada con granadas y con ráfagas de ametralladoras pesadas, que estaban apostadas en los puntos claves de la población. Pronto los atacantes entraron en algunas viviendas y asesinan a varios civiles, señalados por los subversivos de ser auxiliadores de las autodefensas; entre las víctimas había una mujer embarazada acribillada en mitad de la calle. Saquearon el comercio y destruyeron los bienes de familias enteras.
"Por todos lados llovía plomo, sonaban ráfagas y estallidos, y se prendían incendios. Era como estar en el mismo infierno", comento después un joven poblador cuya casa fue demolida con explosivos por los guerrilleros. El balance del ataque al centro poblado fue devastador: 12 civiles fueron ejecutados a sangre fría, y los policías, una vez agotadas sus municiones tuvieron que rendirse. 11 fueron secuestrados, 4 quedaron heridos y 2 cayeron muertos en combate.
Y mientras se desarrollaba el asalto a la población, algunos miembros de la patrulla del Ejército Nacional que había sido atacada a un kilómetro de distancia, trataron de llegar a Saiza con la intención de conseguir refuerzos. Pero dos puestos de emboscada tendidos por los guerrilleros en el camino, los obligaron a retroceder. "Todo era muy confuso -comentó uno de los soldados sobrevivientes- porque si avanzábamos hacia el pueblo, nos disparaban, y si retrocedíamos, nos encontrábamos con los guerrilleros que nos habían atacado primero".
Pese a encontrarse heridos, 2 suboficiales y 2 soldados, sostuvieron sus posiciones en la cima de la explanada donde estaba el campamento y evitaron que todos los uniformados fueran aniquilados. Con una ametralladora y 3000 cartuchos mantuvieron a raya durante varias horas a los subversivos.

## Contraataque
Entre tanto en el Batallón Voltigeros, comenzó a sentirse cierta inquietud. Desde la medianoche, no se había logrado comunicación con la patrulla que estaba acampada cerca de Saiza. "Debían habernos llamado hacia las 5 de la madrugada y no lo hicieron. Ahí comenzamos a preocuparnos", comento un suboficial del batallón. La decisión fue enviar un helicóptero con un equipo de repuesto. Cuando la nave se acercó a la zona, después de ubicar el campamento, fue recibida con ráfagas por los guerrilleros y esto la obligó a volver a su base.
De inmediato fue informado el general Jesús Armando Arias Cabrales, Jefe Militar de Urabá, quien ordenó desde la capital el transporte en helicópteros artillados, de una compañía contraguerrillera y de otra del Batallón Voltigeros, pero para entonces, el mal tiempo primero y luego la caída de la noche del martes, impidieron el cumplimiento de la orden. Se hicieron intentos de enviar refuerzos por tierra, pero su avance fue lento por el temor de nuevas emboscadas. En las primeras horas del miércoles, las condiciones meteorológicas volvieron a impedir el despegue de los aparatos, que solo en horas de la tarde pudieron llevar los refuerzos. Pero cuando estos llegaron, todo había terminado.
El combate en las afueras de Saiza, que duró más de 24 horas, había dejado un saldo de 12 soldados muertos, 5 heridos y 11 secuestrados, capturados luego de que se agotaran sus municiones. La guerrilla, a pesar de que se encontraba en franca superioridad numérica, sufrió cuantiosas bajas, con 25 muertos y cerca de medio centenar de heridos.

## Militares y policías abatidos
• Soldados Carlos Muñeton Ariza, Luis Pabón Jaramillo, Gustavo Ruiz Marín, Mauricio Sánchez Agudelo, Henry Sánchez Jaramillo, Héctor Torres López, Javier Valencia Suárez, Oscar Vélez Álzate, Jairo Yepes Tuberquia, y Rodrigo Zapata López.
• Agentes Germán Galeano García y José Hermes García Morales.

## Consecuencias
La toma de Saiza concluyó con una gran victoria para las fuerzas subversivas que mataron a 14 uniformados y secuestraron a 22. Según Iván Márquez dicha acción puede considerarse “pionera de las grandes y contundentes acciones militares de las FARC-EP”. Por primera vez la guerrilla fue capaz de copar una posición fija del Ejército Nacional y aniquilar a un pelotón completo de tropa. Los uniformados capturados en el ataque fueron liberados a mediados de septiembre.
Una semana después del asalto a Saiza, el martes 30 de agosto de 1988, cerca de 30 paramilitares pertenecientes al MRN (Muerte a revolucionarios del Nordeste), asaltaron la población de El Tomate (también en el departamento de Córdoba), ejecutando la Masacre de El Tomate y asesinaron a 16 campesinos y quemaron 18 casas, como represalia por el ataque rebelde de la semana anterior.